# Villa Claude-Monet
Villa Claude-Monet är en gata i Quartier d'Amérique i Paris nittonde arrondissement. Gatan är uppkallad efter den franske konstnären Claude Monet (1840–1926). Villa Claude-Monet börjar vid Rue Miguel-Hidalgo 19–23 och slutar vid Rue François-Pinton 7–12.

## Omgivningar
- Saint-François-d'Assise
- Impasse Grimaud
- Villa Paul-Verlaine
- Villa Rimbaud
- Villa Jules-Laforgue
- Villa Maurice-Rollinat

## Bilder
| - Claude Monet. - Gatuskylt. - Saint-François-d'Assise. |

## Kommunikationer
- Tunnelbana – linjerna  – Danube
- Busshållplats Rhin et Danube – Paris bussnät

### Webbkällor
- ”Villa Claude-Monet”. Mairie de Paris. https://web.archive.org/web/20150514044917/http://www.v2asp.paris.fr/commun/v2asp/v2/nomenclature_voies/Voieactu/2087.nom.htm. Läst 17 januari 2024.
- ”Villa Claude-Monet (19ème arrondissement)”. Les rues de Paris. https://web.archive.org/web/20160409120211/http://www.parisrues.com/rues19/paris-19-villa-claude-monet.html. Läst 17 januari 2024.